# Ремі Поврос
Ремі Поврос (фр. Rémi Pauvros; нар. 1 липня 1952, Отмон) — французький політик, член Соціалістичної партії, депутат Національних зборів Франції (2012—2017), мер міста Мобеж (2001—2014).

## Біографія
Народився 1 липня 1952 року в Отмоне (департамент Нор).
У 2001 році був обраний мером міста Мобеж.
З 2001 по 2004 рік обіймав посаду члена Генеральної ради департаменту Нор, а з 2004 по 2012 рік — віцепрезидент ради.
Член Соціалістичної партії, на партійному конгресі в Реймсі в листопаді 2008 року був членом групи D, яка підтримувала мера міста Лілль, Мартін Обрі. Після обрання Обрі першим секретарем Соціалістичної партії став членом національної ради партії, відповідає за міжнародні відносини.
На виборах до Національних зборів 2012 року був обраний кандидатом соціалістів по 3-му виборчому округу департаменту Нор і здобув перемогу, отримавши у 2-му турі 52,18 % голосів. Був головою групи дружби «Франція — Україна».
На муніципальних виборах в Мобеж в 2014 році Ремі Поврос програв кандидату правих Арно Деканьї і покинув пост мера, який займав 13 років. Став членом міської ради, але після скандалу, пов'язаного з фінансуванням його виборчої кампанії, покинув міську раду.
На виборах до Національних зборів 2017 року 3-му округу департаменту Нор не пройшов у 2-й тур, посівши з 14,74 % голосів 3-е місце в 1-му турі.

## Нагороди
- орден «За заслуги» III ступеня (Україна, 23 серпня 2017) — за вагомий особистий внесок у зміцнення міжнародного авторитету Української держави, популяризацію її історичної спадщини і сучасних надбань[5][6];